# Milky Chance
Milky Chance, originado en Kassel, Alemania, es un grupo de música folk rock con tintes de electrónica y pop. Está compuesto por el vocalista (barítono) y guitarrista Clemens Rehbein; el DJ Philipp Dausch; en segunda guitarra y bajo, Antonio Greger; y como baterista, Sebastian Schmidt.
Actualmente tienen contrato con la discográfica de la misma ciudad Lichtdicht Records.[cita requerida] Son conocidos principalmente por su sencillo Stolen Dance, que en 2015 se posicionó en el lugar 39 de la Billboard Hot 100 y cuyo videoclip acumula más de 900 millones de vistas en YouTube. Milky Chance es ahora una banda global cuyo origen en ocasiones es desconocido para muchas personas ya que todas sus canciones están escritas en inglés.

## Historia
Los dos primeros integrantes del grupo finalizaron sus estudios secundarios en el Jacob-Grimm-Schule de Kassel en 2012. Aunque poseen diferentes gustos musicales, desde que se conocieron ambos comenzaron a crear música juntos. Durante su época de estudios formaban parte de un cuarteto de jazz llamado Flown Tones donde Rehbein era bajista y Dausch guitarrista.
En sus inicios Clemens y Philipps podrían haber firmado contratos lucrativos con grandes marcas alemanas pero rechazaron toda propuesta para hacerlo a su manera, para ellos la originalidad y producción "casera" son muy importantes. En 2013, la discográfica independiente Lichtdicht Records fue creada por unos amigos exclusivamente para la banda. En la actualidad la marca se ha profesionalizado.

### Sadnecessary
El álbum de estreno del dúo Sadnecessary fue lanzado el 31 de mayo de 2013 en Europa. En Alemania llegó al puesto 14 en las listas musicales y recibió en general comentarios positivos de la prensa. Sus canciones eran reproducidas 600.000 veces en Spotify cada día, el crecimiento de la banda era lento pero continuo. Además la mayoría de reproducciones en esta plataforma venía de Estados Unidos, lo cual es inusual para un grupo de música alemán. Su primer sencillo Stolen Dance debutó en 2013, alcanzando el número 1 en múltiples países; en diversas entrevistas han mencionado que se tardaron 4 años en componerla. Todo comenzó con Stolen Dance, canción que comenzaron a vender de manera digital a través de Jet Records y gracias a las estadísticas de la página observaron que las ventas se realizaban a nivel mundial. Down by the River, una de las canciones del álbum logró aparecer en la banda sonora del videojuego de fútbol FIFA 15.
En 2015 realizaron un tour con 40 conciertos en más de 28 ciudades de los Estados Unidos. A partir de entonces cuentan con la participación de su amigo Antonio Greger para sus actuaciones en directo. Allí firmaron un contrato con Republic Records (una filial de Universal) dónde Brett Alperowitz, vicepresidente de A&R Republic Records, es responsable de la banda. Ese mismo año el grupo participó en el South by Southwest Festival en Austin, Texas. 
Asimismo han efectuado sesiones fotográficas para Nylon Singapore, lo cual les permite adentrarse en el mercado musical asiático.

### Blossom
El 11 de noviembre de 2016 lanzaron el sencillo Cocoon que formaría parte de su álbum Blossom, que salió a la venta el 17 de marzo de 2017. Está compuesto de 20 canciones en donde exploran un nuevo ámbito musical y realizan varias colaboraciones con diferentes artistas. Una de las canciones más populares es Bad Things con Izzy Bizu.
Para promocionar este álbum, la banda realizó otro tour mundial que inició en Norteamérica, pero con el que recorrieron más de 26 países en los que acumularon ms de 161 shows para febrero de 2018.

### Mind the moon
Tiempo después, el 15 de noviembre de 2019 publicaron su tercer álbum: "Mind the Moon". Dicho álbum cuenta con 12 canciones las cuales  tiene una evolución durante el álbum, pues al principio más cálido y ligero tal como sus antecedentes musicales sin embargo se encargan de sorprendernos con su inesperada  transición hacia un, inusual, misterioso y auténtico aire fresco que termina definir su estilo y resaltar su potencial.

### Living in a haze
El cuarto álbum fue lanzado el 9 de junio de 2023.Cuenta con 12 canciones que el grupo quiso que se sintieran coloridas y diversas.

## Discografía

### Álbumes de estudio
| Título           | Detalles                                                                                               | Mejor posición en listas | Mejor posición en listas | Mejor posición en listas | Mejor posición en listas | Mejor posición en listas | Mejor posición en listas | Mejor posición en listas | Mejor posición en listas | Mejor posición en listas | Mejor posición en listas | Mejor posición en listas |
| Título           | Detalles                                                                                               | GER                      | AUS                      | AUT                      | BE-VLG                   | BE-WAL                   | FRA                      | NED                      | NOR                      | SWE                      | SUI                      | GBR                      |
| ---------------- | --- | ------------------------ | ------------------------ | ------------------------ | ------------------------ | ------------------------ | ------------------------ | ------------------------ | ------------------------ | ------------------------ | ------------------------ | ------------------------ |
| Sadnecessary     | - Formatos: descarga digital, CD                                                                       | 14                       | 8                        | 23                       | 43                       | 15                       | 5                        | 51                       | 28                       | 50                       | 14                       | 36                       |
| Blossom          | - Lanzado el 17 de marzo de 2017 - Discográfica: Muggelig Records - Formatos: descarga digital, CD, LP | --                       | --                       | --                       | --                       | --                       | --                       | --                       | --                       | --                       | --                       | --                       |
| Mind to the moon | - Lanzado el 15 de noviembre de 2019*                                                                  |                          |                          |                          |                          |                          |                          |                          |                          |                          |                          |                          |
| Living in a haze | - Lanzado el 9 de junio de 2023                                                                        |                          |                          |                          |                          |                          |                          |                          |                          |                          |                          |                          |

### EP
| Título       | Detalles                                                                                      | Mejor posición en listas | Mejor posición en listas |
| Título       | Detalles                                                                                      | USA                      | USA                      |
| Título       | Detalles                                                                                      | Billboard 200            | Top Heatseekers          |
| ------------ | --------------------------------------------------------------------------------------------- | ------------------------ | ------------------------ |
| Stolen Dance | - Lanzado el 9 de mayo de 2014 - Discográfica: Lichtdicht Records - Formato: descarga digital | 181                      | 5                        |

### Sencillos
| Título            | Año  | Mejores puestos en listas | Mejores puestos en listas | Mejores puestos en listas | Mejores puestos en listas | Mejores puestos en listas | Mejores puestos en listas | Mejores puestos en listas | Mejores puestos en listas | Mejores puestos en listas | Mejores puestos en listas | Mejores puestos en listas | Mejores puestos en listas | Mejores puestos en listas | Mejores puestos en listas | Mejores puestos en listas | Certificaciones                                                           | Álbum        |
| ----------------- | ---- | ------------------------- | ------------------------- | ------------------------- | ------------------------- | ------------------------- | ------------------------- | ------------------------- | ------------------------- | ------------------------- | ------------------------- | ------------------------- | ------------------------- | ------------------------- | ------------------------- | ------------------------- | ------------------------------------------------------------------------- | ------------ |
| Título            | Año  | GER                       | AUS                       | AUT                       | CAN                       | COL                       | ESP                       | FRA                       | IRL                       | NED                       | NZL                       | SUI                       | GBR                       | USA                       |                           |                           | Certificaciones                                                           | Álbum        |
| Stolen Dance      | 2013 | 2                         | 2                         | 1                         | 3                         | 1                         | 7                         | 5                         | 3                         | 1                         | 1                         | 2                         | 3                         | 1                         | 24                        | 51                        | - Doble platino - Oro - Platino - Doble platino - Platino - Platino - Oro | Sadnecessary |
| Down By the River | 2014 | 39                        | —                         | —                         | —                         | —                         | —                         | —                         | —                         | 64                        | —                         | —                         | —                         | 55                        | 79                        | —                         |                                                                           | Sadnecessary |

### Otras canciones en listas
| Título            | Año  | Mejores puestos en listas | Mejores puestos en listas | Álbum        |
| Título            | Año  | AUS                       | FRA                       | Álbum        |
| ----------------- | ---- | ------------------------- | ------------------------- | ------------ |
| Fairytale         | 2014 | —                         | 96                        | Sadnecessary |
| Flashed Junk Mind | 2014 | 51                        | —                         | Sadnecessary |

## Miembros
- Clemens Rehbein (2012–presente): vocalista, guitarra, bajo
- Philipp Dausch (2012–presente): coros, estación de trabajo de audio digital, tocadiscos, guitarra, bajo y percusión
- Antonio Greger, directo (2015–presente): guitarra, armónica
- Sebastian Schmidt (2017– presente) Batería